# پارک ملی سوان

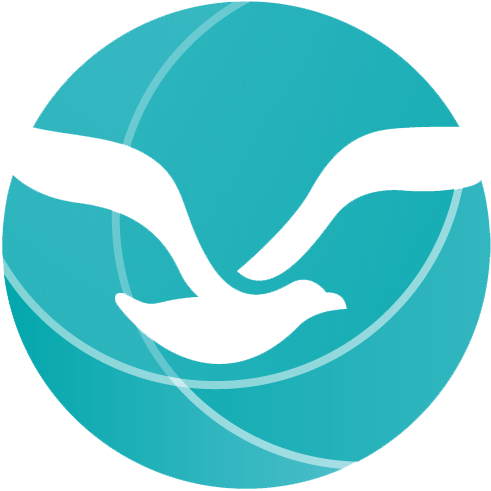

پارک ملی سوان (ارمنی: Սևան ազգային պարկ; انگلیسی: Sevan National Park) یکی از ۴ پارک ملی حفاظت‌شده جمهوری ارمنستان است که در سال ۱۹۷۸ برای حفاظت از دریاچه سوان و مناطق اطراف آن تأسیس شد. این مرکز تحت کنترل وزارت محیط‌زیست ارمنستان است و شامل یک مرکز تحقیقاتی است که بر اکوسیستم‌ها و ماهیگیری در دریاچه نظارت کرده و اقدامات حفاظتی گوناگونی را بر عهده دارد.

## زیاگان

### پستان‌داران
آگاهی علمی در مورد پستان‌داران حوضه سوان اندک و پراکنده‌است. گرگ، شغال، روباه، سمور، گربه، خرگوش صحرایی و جوندگان کوچک از مهم‌ترین پستان‌داران این پارک به‌شمار می‌روند.

### پرندگان

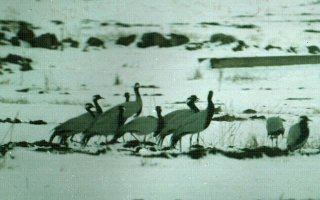
درنا

دریاچه سوان و مناطق اطراف آن از نظر زندگی پرندگان منطقه‌ای غنی است و تا ۲۶۷ گونه پرنده در آن ثبت شده‌است. پرندگان این منطقه را می‌توان در راسته‌های زیر طبقه‌بندی کرد: کشیم، پلیکان‌سانان، بال‌آتشی‌سانان، شاهین‌سانان، غازسانان، ماکیان‌سانان، کلنگ‌سانان، سلیم‌سانان، کبوتر، کوکو، جغد، شبگردسانان، بادخورک‌سانان، سبزقباسانان، دارکوب‌سانان، و گنجشک‌سانان. ۳۹ گونه نیز در فهرست سرخ گونه‌های در معرض خطر ارمنستان جای دارند. گونه بومی کاکایی ارمنی (Larus armenicus) نیز در این منطقه یافت می‌شود. 

### خزندگان و دوزیستان
گونه‌های خزندگان و دوزیستان پارک ملی سوان عبارتند از: وزغ سبز، قورباغه درختی اروپایی، قورباغه مانداب، قورباغه قفقازی، Laudakia caucasia, کلمره، Eremias arguta، مارمولک شنی، Lacerta strigata , Parvilacerta parva  ,Darevskia unisexualis ,Darevskia valentini ,Platyceps najadum ,Hemorrhois ravergieri، گرگ‌مار، Eirenis punctatolineatus، سبزه مار، مار چلیپر، افعی البرزی.

## گیاگان
در حوضه دریاچه سوان ۱۱۴۵ گونه گیاهی و در کمربند حفاظتی آن ۱۵۸۷ گونه یافت می‌شود. گیاگان این پارک ملی شامل ۲۸ گونه درخت، ۴۲ گونه بوته، ۸۶۶ گونه گیاه دارویی و ۳۰۷ گونه از گیاهان یک‌ساله و دوساله است.

## نگارخانه

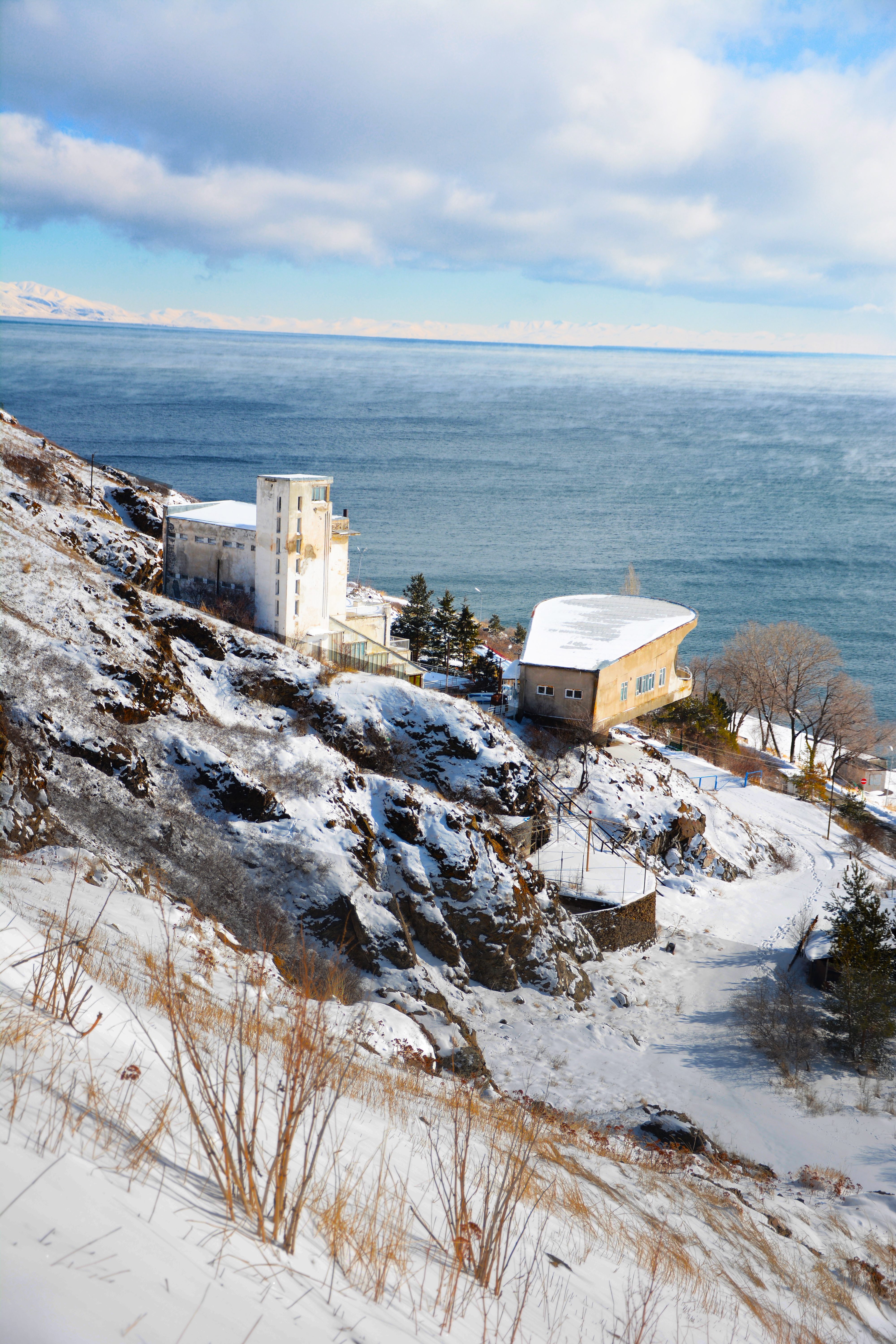
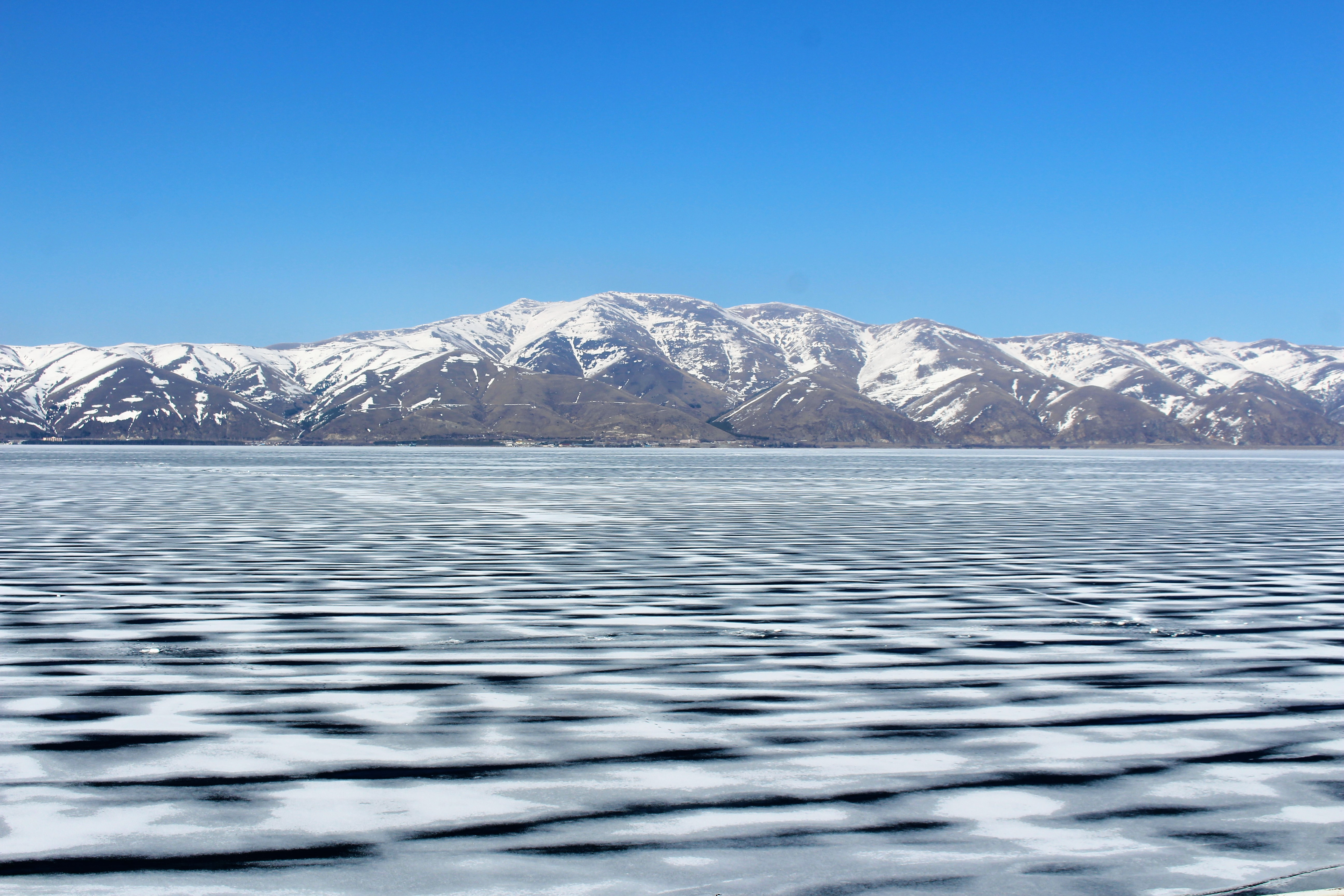
در زمستان
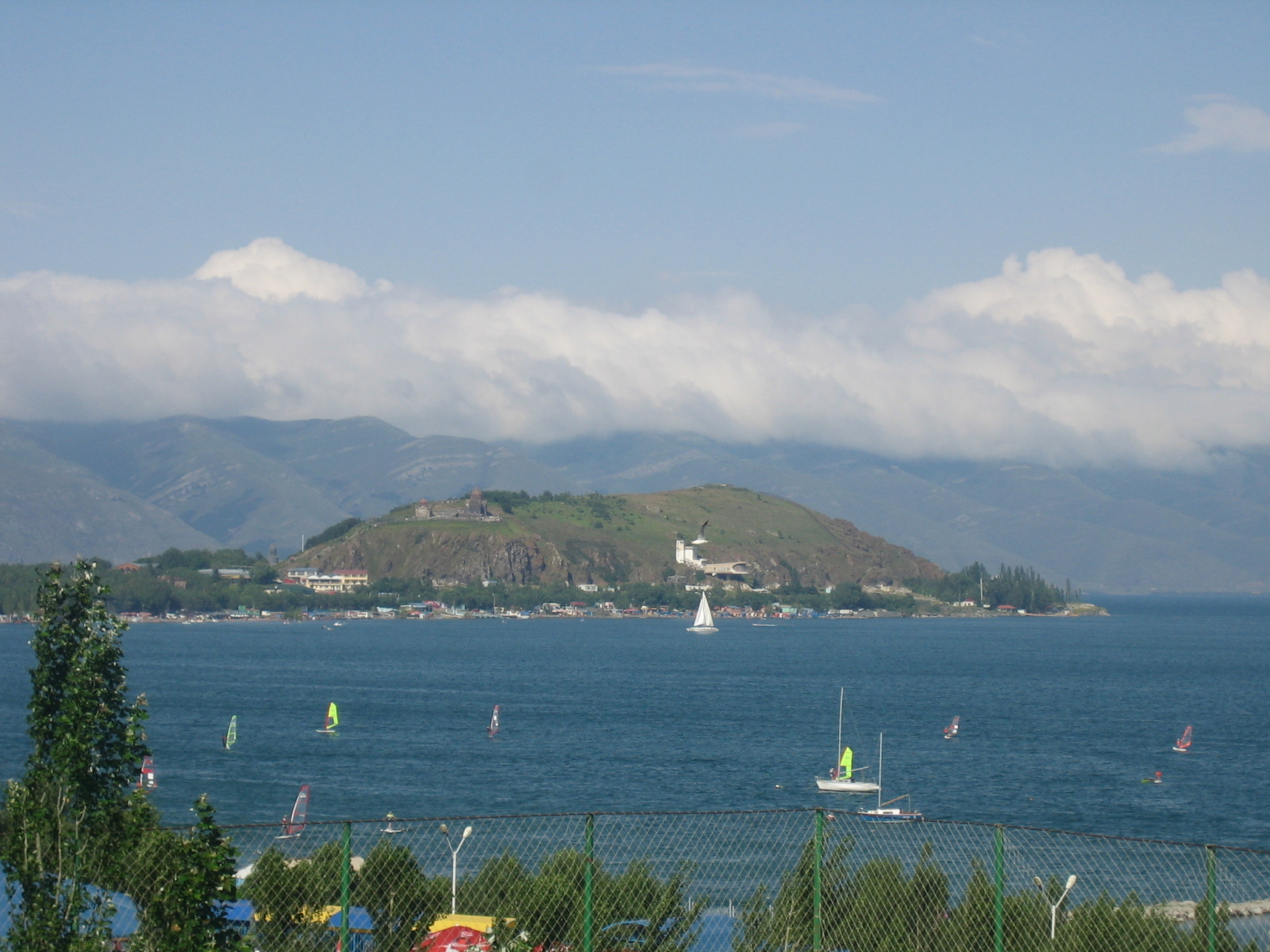
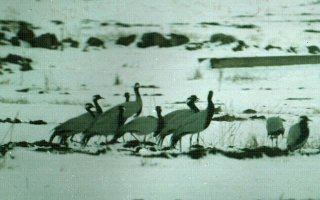
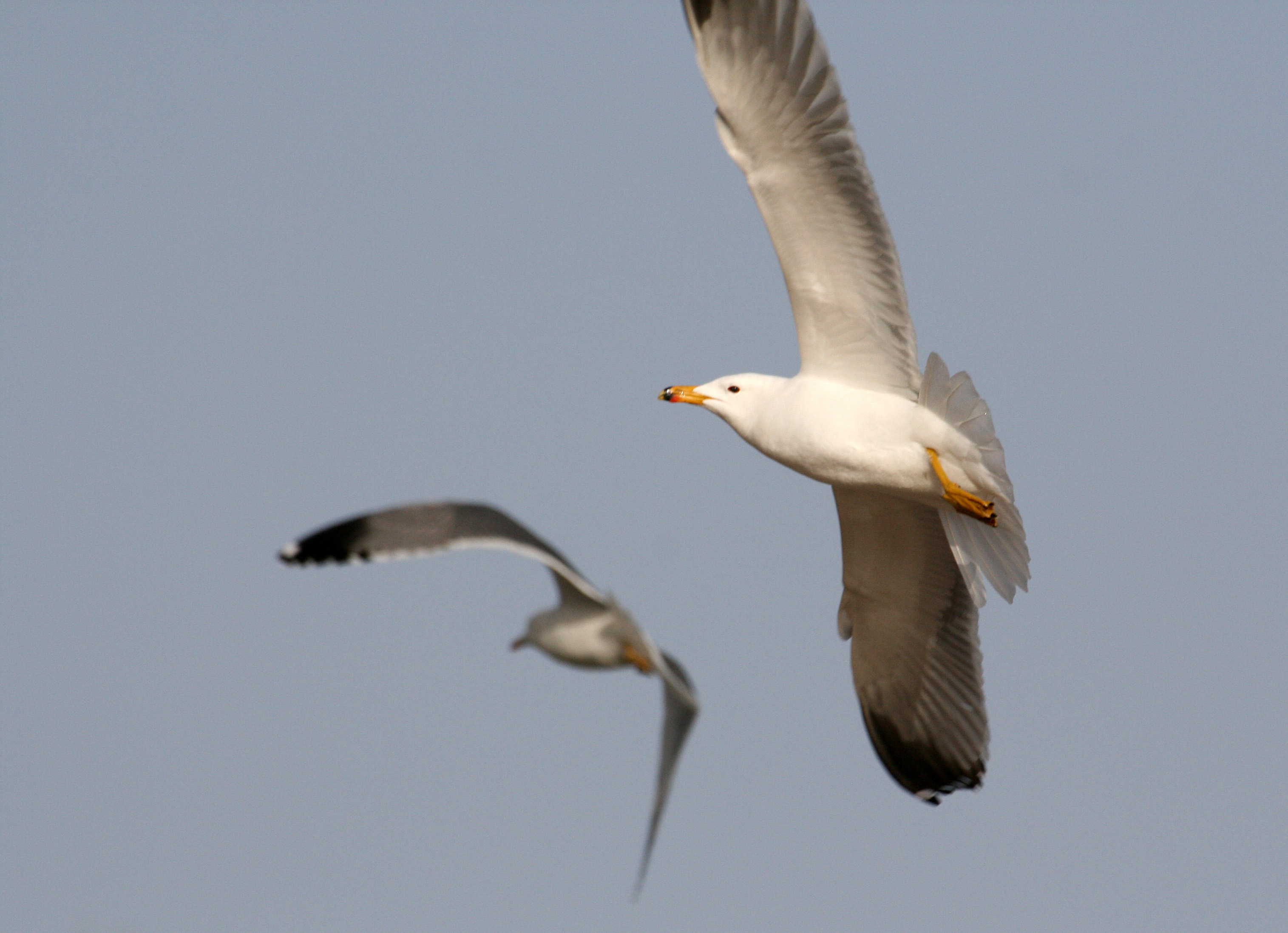
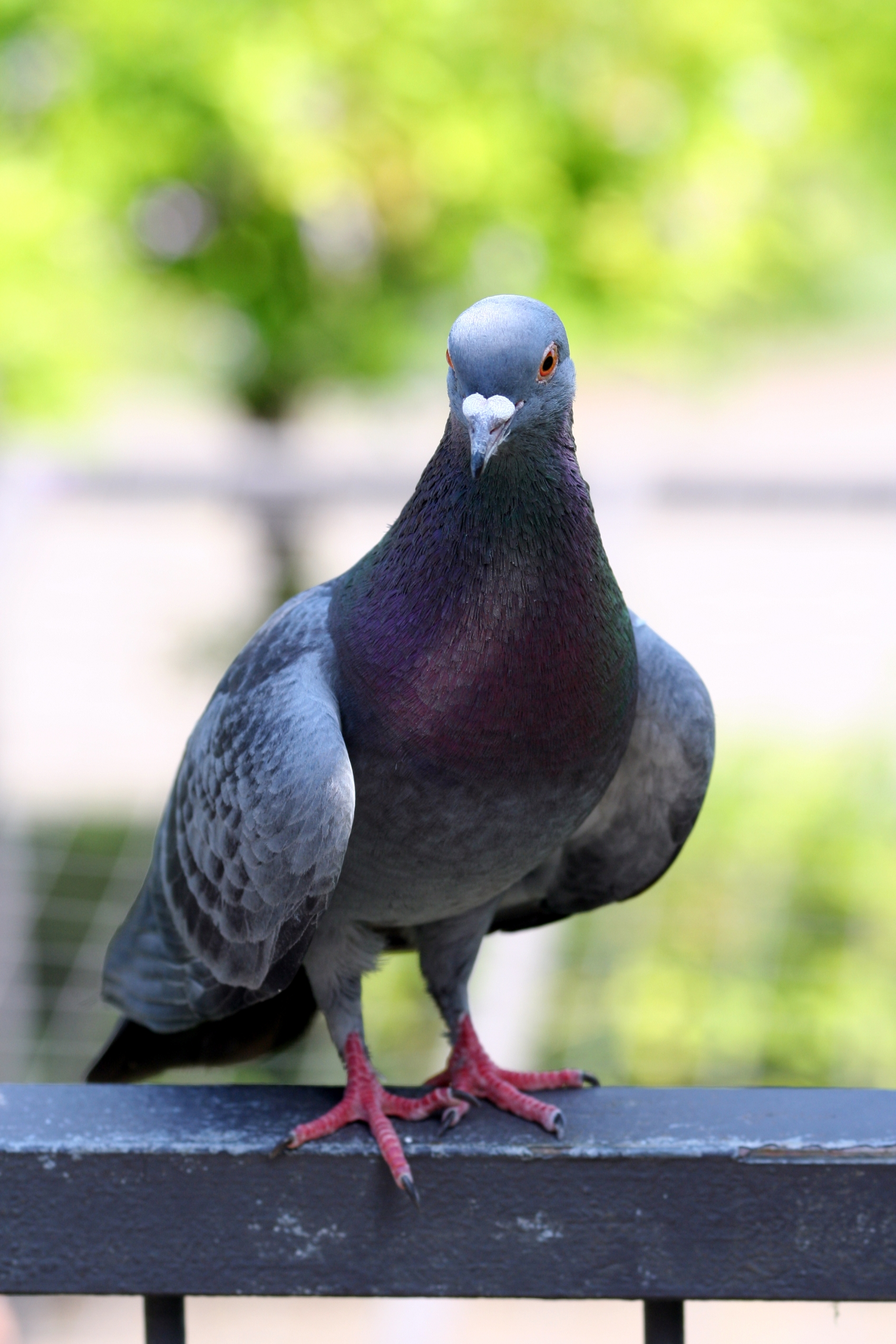
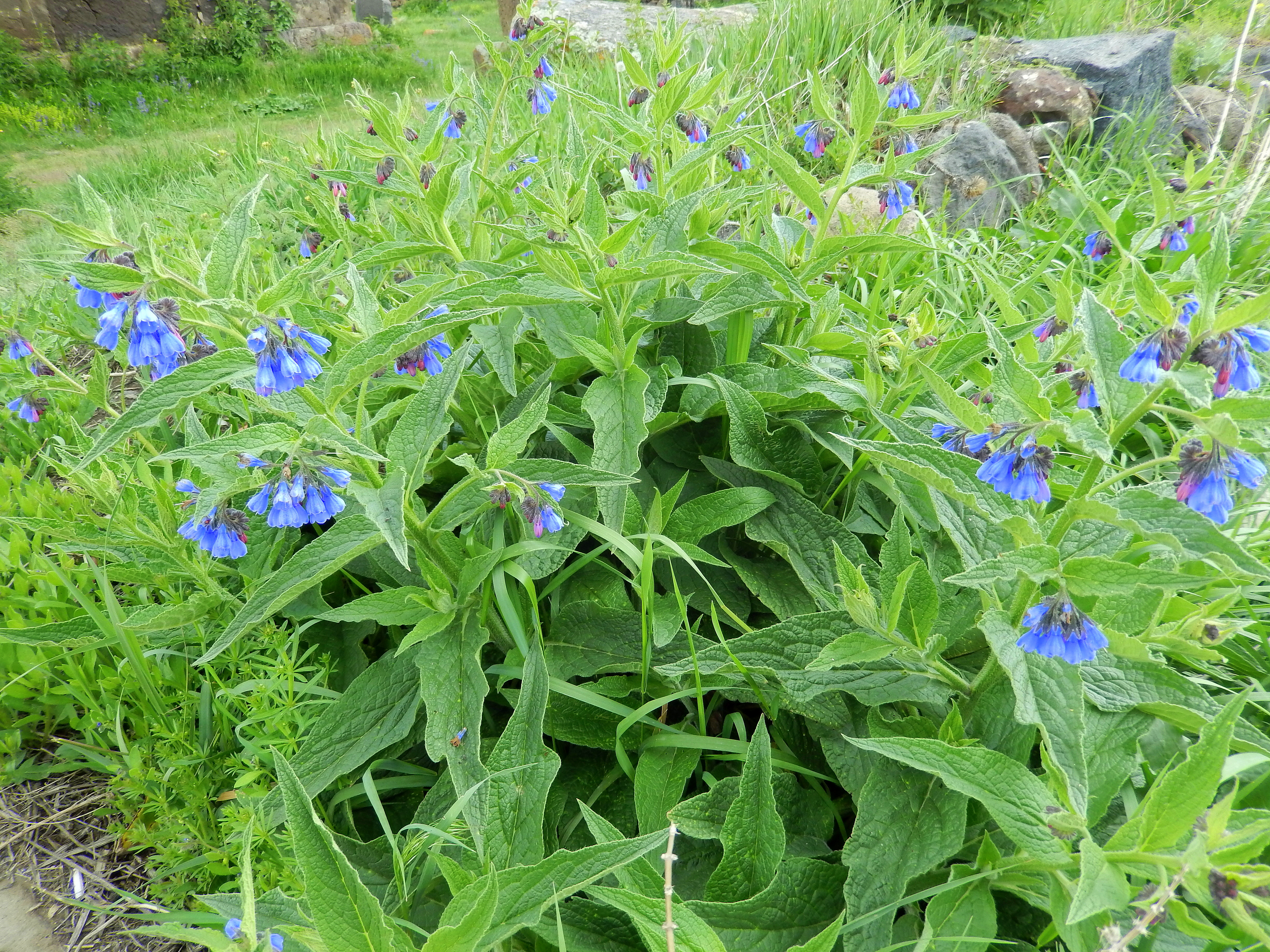